# T. Krishnamacharya
T. Krishnamacharya (Tirumalai Krishnamacharya; * 18. November 1888 in Muchukundapura, Karnataka; † 28. Februar 1989 in Madras, Tamil Nadu) war ein Indischer Yoga-Lehrer, Ayurveda-Heiler und Gelehrter.
Er wird häufig als „Vater des modern Yoga“ bezeichnet.
Krishnamacharya, der alle sechs Grade des vedischen Darshans (Indische Philosophie) erreichte, gilt als einer der einflussreichsten Yoga-Lehrer des 20. Jahrhunderts, dem die Wiederbelebung des Hatha Yoga zugeschrieben wird.

## Leben und Wirken
Sri T. Krishnamacharya stammt aus dem Dorf Muchukundapura im Distrikt Chitradurga. Seine Muttersprache war das zur dravidischen Sprachfamilie gehörende Telugu, woraus sich gemäß südindischer Namenskonvention ergibt, dass Tirumalai der vorangestellte Familien-/Herkunftsname und Krishnamacharya der persönliche Name ist. Er studierte an verschiedenen indischen Universitäten Sanskrit und Philosophie sowie die Praxis des Hatha-Yogas bei Sri Ramamohana Brahmachari, der in der Nähe des Sees Manasarovar in Tibet lebte.
Unter der Schirmherrschaft des Maharadschas von Mysore, Krishna Raja Wadiyar IV. reiste Krishnamacharya durch Indien um Yoga-Vorlesungen und -Vorführung zu geben, unter anderen Kunststücken auch das Anhalten des Herzschlags.
Er gilt als der Architekt des Vinyasa-Yoga, durch die Kombination von Atmung und Bewegung.
Grundlage für die Lehre Krishnamacharyas war das Prinzip „Lehre was für den Einzelnen angemessen ist.“
Während er in anderen Teilen der Welt als Yogi bekannt wurde, wird Krishnamacharya in Indien vor allem als Heiler verehrt, der Gesundheit und Wohlbefinden mit Mitteln der ayurvedischen und yogischen Traditionen wieder herstellte.
Er verfasste vier Bücher über Yoga wie auch mehrere Abhandlungen und Gedichte. Nach der indischen Unabhängigkeit etablierte er seine Yoga-Schule in Madras.
Krishnamacharya heiratete 1925 Srimathi T. Namagiriammal (1914–1985), er hatte mit ihr drei Töchter (Srimathi Pundarikavalli, Srimathi T. Alamelu Sheshadri, Srimathi Shubha Mohan Kumar) und drei Söhne (Sri T. K. Srinivasan, geb. 1931, Sri T. K. V. Desikachar, Sri T. K. Sribhashyam).
Unter Krishnamacharyas Schülern sind einige sehr renommierte Yogalehrer wie seine Söhne Sri T. K. V. Desikachar (1938–2016) und Sri T. K. Sribhashyam (1940–2017), zudem Indra Devi (1899–2002), sein Schwager Sri B. K. S. Iyengar (1918–2014), Sri K. Pattabhi Jois (1915–2009), und Sri A. G. Mohan (* 1945).

## Werke (Auswahl)
- Yoga Makaranda, Madurai C.M.V. Press, 1934
- Yogaasangalu (ca. 1941)
- Yogavalli (1988), unpubliziert
- Yogasutras of Patanjali – Patanjala yogadarshanam, Übersetzung ins Englische (2005), ISBN 978-81-87847-35-9
- Nathamuni’s Yoga Rahasya (1998), Übersetzung ins Englische durch T. K. V. Desikachar (2004), ISBN 978-81-87847-18-2
- Mantra Mala: A Compilation of Mantra-S (2007), ISBN 978-81-87847-27-4